# The New York Journal of Mathematics
The New York Journal of Mathematics ist eine in englischer Sprache erscheinende mathematische Fachzeitschrift, die vom Department für Mathematik und Statistik der University at Albany herausgegeben wird. Sie wurde 1993 von Mark Steinberger gegründet und erscheint nur in elektronischer Form.
Sie veröffentlicht Forschungsarbeiten aus allen Gebieten der Mathematik und ist Open Access. Sie veröffentlicht auch eine Buchreihe NYJM Monographs.